# Michael Hirte
 (juin 2018).
Si vous disposez d'ouvrages ou d'articles de référence ou si vous connaissez des sites web de qualité traitant du thème abordé ici, merci de compléter l'article en donnant les références utiles à sa vérifiabilité et en les liant à la section « Notes et références ».
Michael Hirte, né le 10 octobre 1964 à Spremberg, est un chanteur allemand.

## Biographie
Michael Shepherd a grandi à Lübbenau (Spreewald) et a vécu dans le quartier Kartzow de Potsdam. Jusqu'en 2011, il vit à Düren-Merken, à l'ouest de l'Allemagne. Hirte réside aujourd'hui à Bad Klosterlausnitz. Il travaille en tant que chauffeur de camion jusqu'à un accident grave en 1991, à la suite duquel il est paralysé d'une jambe et perd l'usage de son œil droit. Après deux mois de coma, Shepherd se retrouve au chômage et travaille en tant que musicien de rue. Hirte se tourne vers la foi chrétienne à la suite de rencontres avec des chrétiens convaincus et est baptisé en 2000 dans l'église baptiste de Potsdam. Le 30 novembre 2008, il est élu avec plus de 72% des voix pour l'émission Supertalent 2008 avec le titre Ave Maria. Peu de temps après sa victoire, il se voit proposer une tournée commune par le groupe Puhdys et l'harmoniciste Hohner, ainsi qu'un contrat publicitaire.

### Carrière musicale
Le 5 décembre 2008, Michael Hirte sort son premier album intitulé Der Mann mit der Mundharmonika. Il atteint immédiatement le haut des ventes germanophones, la vingtième place du hit-parade annuel de 2009 en Allemagne et la sixième place en Autriche. Le 16 février 2009, il publie son autobiographie Der Mann mit der Mundharmonika, et sort le 2 mai 2009, l'album Der Mann mit der Mundharmonika 2, qui atteint la première place en Autriche et la deuxième en Allemagne. Pour la saison de Noël 2009, Hirte sort son troisième album Einsamer Hirte & die schönsten Weihnachtslieder (Lonely Shepherd & les plus beaux chants de Noël). Il atteint la quatrième place en Allemagne et la troisième place en Autriche. Le 13 décembre 2009, RTL diffuse un programme biographique d'une heure intitulé Supertalent Spezial: Michael Hirte – Der Mann mit der Mundharmonika. À ce jour, Shepherd est régulièrement vu dans les programmes de musique folklorique. Le 19 décembre 2010, Dieter Bohlen a remis à Michael Hirte son cinquième disque d'or lors de la finale de la 4e saison de SuperTalent. 

### Vie privée
Le 13 octobre 2012, Michael Hirte demande sa manager et amie en mariage à l'occasion du Herbstshow der Überraschungen de Florian Silbereisen, ce qu'elle accepte. Le mariage a eu lieu le 20 octobre 2015. Ils ont un fils (né en 2011) et une fille (née en 2013). Hirte annonce en décembre 2016 qu'il se sépare de son épouse ; le divorce a eu lieu dix mois plus tard.

## Discographie

### Albums studios
- 2008 : Der Mann mit der Mundharmonika (sorti le 5 décembre 2008)
- 2018 : Duette (sorti le 11 mai 2018)